# Isaac Silafau
Isaac Phillip Junior Silafau (né le 5 octobre 1990 à San Francisco), est un sprinter et sauteur en longueur samoan américain.

## Biographie
Il participe aux Jeux olympiques de 2016 à Rio de Janeiro, au Brésil, pour les qualifications du 100 mètres hommes mais ne parvient pas à se qualifier.
Le 13 août, il participe donc à la ronde préliminaire dont la plupart des sportifs sont dispensés excepté les athlètes des petites nations comme Richson Siméon des Îles Marshall, Etimoni Timuani de Tuvalu et Isaac Silafau. Il y avait 22 athlètes au total à cette ronde préliminaire dont 8 se sont qualifiés mais pas Silafau.
En 2017, il participe à une épreuve d'athlétisme de saut en longueur, et de sprint sur 60 mètres aux Jeux asiatiques d'arts intérieurs et martiaux (AIMAG) de 2017 à Achgabat, au Turkménistan. A cette occasion, il s'empare du record du saut en longueur en salle des Samoa américaines. 

## Palmarès
| Date | Compétition              | Lieu           | Résultat          | Épreuve          | Marque  |
| ---- | ------------------------ | -------------- | ----------------- | ---------------- | ------- |
| 2016 | Jeux olympiques          | Rio de Janeiro | Tour préliminaire | 100 m            | 11 s 51 |
| 2017 | Jeux asiatiques en salle | Achgabat       | Séries            | 60 m             | 7 s 40  |
| 2017 | Jeux asiatiques en salle | Achgabat       | 14e               | Saut en longueur | 6,12 m  |

## Records
| Épreuve          | Épreuve   | Marque         | Lieu           | Date              |
| ---------------- | --------- | -------------- | -------------- | ----------------- |
| 100 m            | Plein air | 11 s 51 (+0.4) | Rio de Janeiro | 13 août 2016      |
| Saut en longueur | En salle  | 6,51 m (NR)    | Achgabat       | 19 septembre 2017 |